# Mellopsis
Mellopsis is een geslacht van rechtvleugeligen uit de familie krekels (Gryllidae). De wetenschappelijke naam van dit geslacht is voor het eerst geldig gepubliceerd in 2010 door Mews & Sperber.

## Soorten
Het geslacht Mellopsis omvat de volgende soorten:
- Mellopsis doucasae Mews & Sperber, 2010
- Mellopsis zefai Mews & Sperber, 2010